# Enrique Olivan
Enrique Olivan   (Osca, 20 de maig de 1933 - Barcelona, 24 de desembre de 2000) nom artistic d'Enrique Oliván Turrau, va ser un autor de còmic i humorista gràfic. Va ser germà de Ricardo Oliván, també dibuixant.

## Biografia
Enrique Oliván (Oli) neix a Osca el 20 de maig de 1933. Estudia Dret a la Universitat de Madrid (1950-1955). Va publicar els seus primers acudits al setmanari "Don José" el 1956. Durant aquesta època, inicia un vagareig per Europa, establint-se dos anys a Suècia. Allà alterna el dibuix amb tota classe de treballs. El 1959 s'instal·la a Barcelona i treballa com a redactor a l'editorial Bruguera i col·labora durant cinc anys a la revista "La Codorniz".
Realitza una pàgina diària al diari "Solidaridad Nacional" (1966-1968), juntament amb Turnes i Perich.
El 1967 publica acudits polítics per al diari "Information" de Copenhaguen.
Entra al diari "El Correo Catalán" com a dibuixant (1970-1977). També publica una columna setmanal de textos humorístics. Durant 6 anys publica al suplement dominical del mateix diari, una Antologia de l'Humor Mundial.
El 1978 entra al diari "La Vanguardia", on roman fins a la seva jubilació.
Des de 1980 és també col·laborador assidu de la revista "El Jueves".
Els seus treballs han aparegut també en nombroses publicacions estrangeres, sent les més notables: "Punch" i "The Times" (GB), "Esquire" (USA), "Tages Anzeiger", "Schweizer Illustrierte", "Die Tat" (CH), "Es", "Dagens Nyheter", "Expressen", "Aftonbladet" (S), "Die Zeit", "Die Welt", "Quick" (D), "Spontan", "Konkret", etc.
Així mateix, els seus dibuixos han estat recollits en diverses Seleccions Mundials.
Mor el 24 de desembre de 2000 a Barcelona.
Gran part de la seva obra es conserva a l'Arxiu Històric de la Ciutat de Barcelona.